# François Battesti
Pour les articles homonymes, voir Battesti.
François Marie Noël Battesti, né le 5 mai 1890 à Azzana (Corse-du-Sud) et mort le 24 août 1977 dans la même ville, est un aviateur français, as de la Première Guerre mondiale. 

## Biographie
François Battesti s'engage dans l'infanterie en octobre 1908, puis passe à l'aéronautique militaire comme élève pilote en juillet 1913. Il obtient son brevet de pilote militaire le 3 avril 1914. 
Entre 1914 et 1916, il sert comme pilote de reconnaissance dans les escadrilles BL 18, BL 3 et C 10. Il vole avec des avions de reconnaissance Caudron G.3 et Caudron G.4.

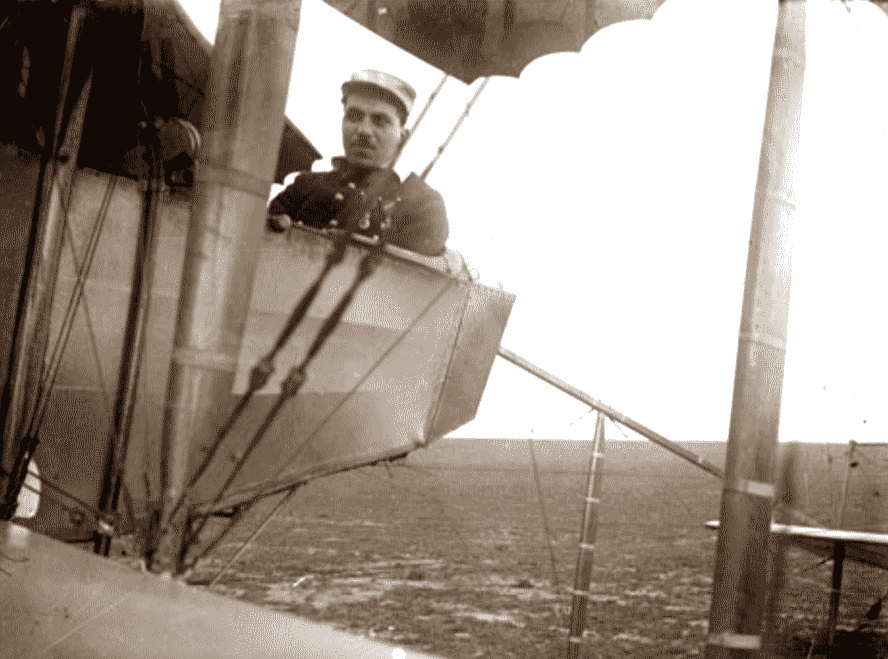
Battesti à bord de son Caudron G.3 de l'escadrille C 10 en 1915.
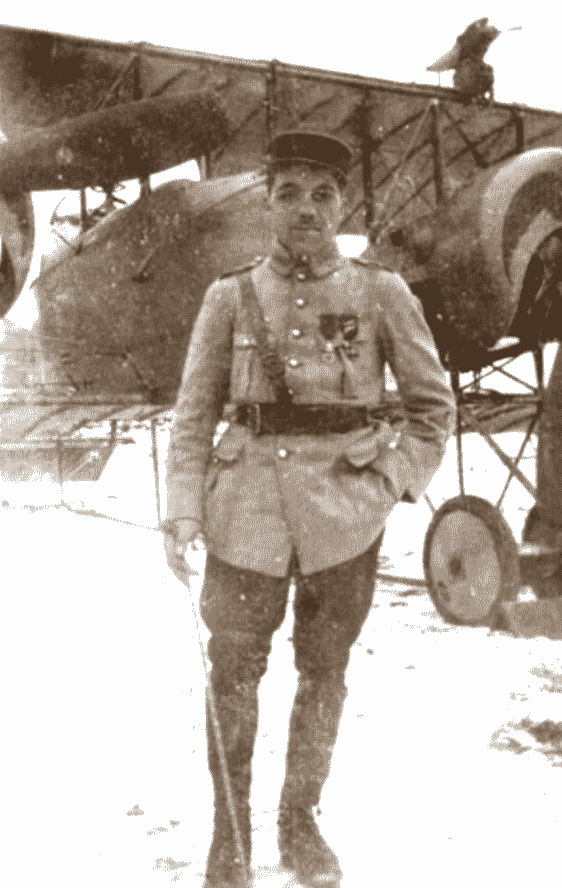
Devant son Caudron G.4 de l'escadrille C 10 en 1916.
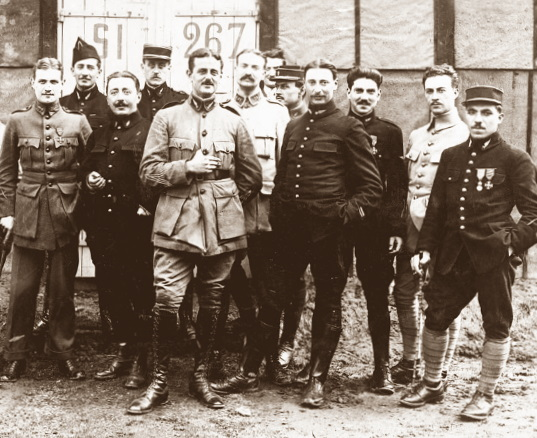
Battesti (à droite) avec son escadrille C 10 en 1916.

En 1917 et 1918, il sert comme pilote de chasse dans l'escadrille SPA 73. Il fait ainsi partie de l'escadrille des Cigognes et pilote des avions de chasse Nieuport, puis SPAD VII, SPAD XIII, SPAD XII Canon et SPAD XVII.
François Battesti est blessé trois fois au cours d'accidents d'avion entre 1914 et 1916. En 1917, il effectue de nombreuses missions de combat avec Georges Guynemer,,. Il termine la guerre avec sept victoires homologuées et une "non homologuée ou probable", toutes réalisées à l'escadrille SPA 73,. Il est l'un des quatre as de guerre corses,.

## Victoires
| Date             | Heure | Avion     | Adversaire   | Localisation |
| ---------------- | ----- | --------- | ------------ | ------------ |
| 24 avril 1917    | 18:00 | SPAD VII  | EA           | Sainte-Croix |
| 04 juillet 1917  | 16:00 | SPAD VII  | EA           | Berry-au-Bac |
| 12 novembre 1917 |       | SPAD VII  | EA           | Houthulst    |
| 22 mai 1918      | 16:40 | SPAD XIII | Albatros     | Biaches      |
| 12 juin 1918     |       | SPAD XIII | EA           |              |
| 16 juillet 1918  | 17:30 | SPAD XIII | EA           |              |
| 29 octobre 1918  |       | SPAD XIII | Fokker D VII | Laon         |

## Décorations
- Chevalier de la Légion d'honneur avec citation à l'ordre de l'armée (29 décembre 1917)
- Médaille militaire avec citation à l'ordre de l'armée (2 décembre 1915)
- Croix de guerre 1914–1918 avec 6 palmes
- Insigne des blessés militaires avec trois étoiles

## Avions célèbres
- Caudron G.4 avec, en noir, le nom de baptême "Petit Napoléon" et l'aigle impériale stylisée sur la face avant des capots moteurs (escadrille C 10, 1916)
- SPAD VII no 1243, codé 11 en rouge, avec la "cigogne en virage" blanche de l'escadrille SPA 73 (1917)
- SPAD XVII no 694, codé 11 en rouge, avec la "cigogne en virage" blanche de l'escadrille SPA 73 (1918)

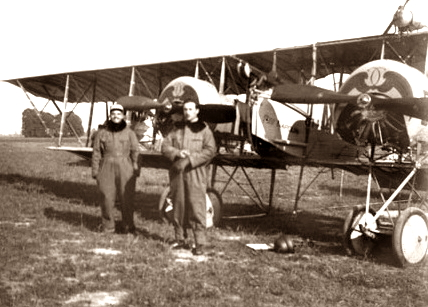
Caudron G.4 "Petit Napoléon" de Battesti à l'escadrille C 10 en 1916.
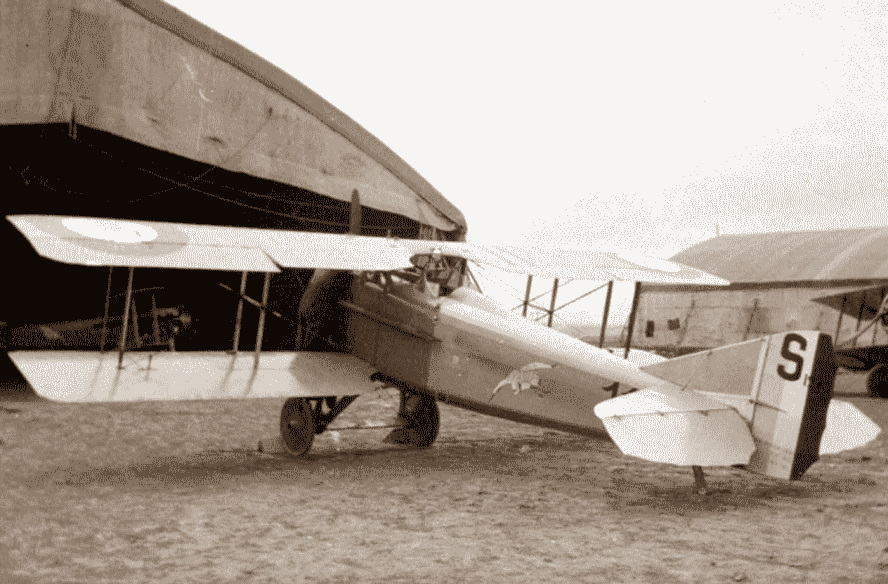
SPAD VII no 1243 codé 11 de Battesti à l'escadrille SPA 73 en 1917.
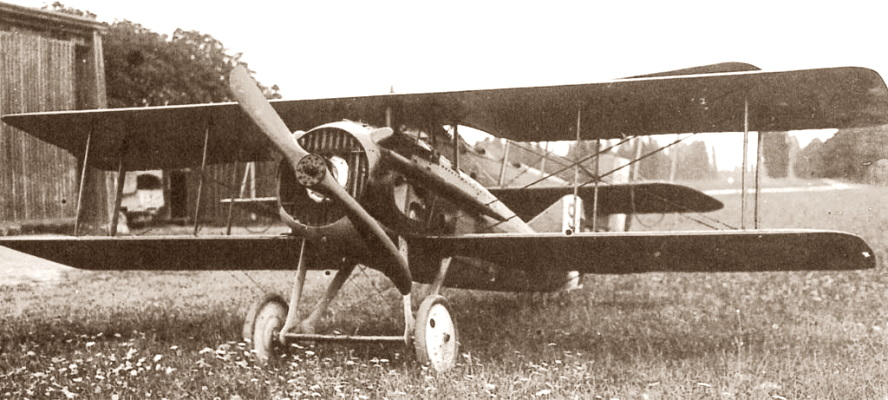
L'un des vingt SPAD XVII fabriqués vers la fin de la guerre, affectés à l'escadrille des Cigognes[9].